# Guatemalas ambassad i Stockholm
Guatemalas ambassad i Stockholm är Guatemalas diplomatiska representation i Sverige. Ambassadör sedan 2020 är Georges de La Roche Du Ronzet Plihal, som även är sidoackrediterad till Finland, Danmark och de baltiska staterna. Ambassaden är belägen på Kungsholmsgatan 10.

## Beskickningschefer
| Namn                                     | Period    | Funktion   | Anmärkning |
| ---------------------------------------- | --------- | ---------- | ---------- |
| Susana Barrios Beltranena                | 2004–2008 | Ambassadör |            |
| Fernando Molina                          | 2008–2012 | Ambassadör |            |
| Jorge Ricardo Putzeys Uriguen            | 2013–2016 | Ambassadör |            |
| Francisco Roberto Gross Hernández-Kramer | 2016–2020 | Ambassadör |            |
| Georges de La Roche Du Ronzet Plihal     | 2020–idag | Ambassadör |            |